# Ново-Село-Босилєвсько
45°24′ пн. ш. 15°18′ сх. д. / 45.40° пн. ш. 15.30° сх. д.
Ново-Село-Босилєвсько (хорв. Novo Selo Bosiljevsko) — населений пункт у Хорватії, у Карловацькій жупанії у складі громади Босилєво.

## Населення
Населення за даними перепису 2011 року становило 25 осіб.
Динаміка чисельності населення поселення: